# Vršac
Vršac (serbisch-kyrillisch Вршац [ʋr̩̂ʃat͡s], deutsch Werschetz, ungarisch Versec, rumänisch Vârșeț) ist eine Stadt in der Vojvodina, Serbien, im Okrug Južni Banat.

## Geographie
Die Stadt liegt mitten im Banat, 80 km nordöstlich von Belgrad und nur 14 km von der Grenze zu Rumänien entfernt. Die Umgebung ist hauptsächlich geprägt von landwirtschaftlichen Nutzflächen der Pannonischen Tiefebene, an dessen südöstlichem Ende die Stadt liegt. Östlich schließen sich die Vršačke Planine (Werschetzer Berge) an, wo es umfangreichen Weinbau gibt. Etwa 15 Kilometer südwestlich beginnt die Dünenlandschaft Deliblatska peščara.

## Orte der Gemeinde Vršac
Die Stadtgemeinde Vršac verfügt über 23 eingemeindete Ortschaften:
- Vatin
- Veliko Središte
- Vlajkovac
- Vojvodinci
- Vršački Ritovi
- Gudurica
- Zagajica
- Izbište
- Jablanka
- Kuštilj
- Mali Žam
- Malo Središte
- Markovac
- Mesić
- Orešac
- Pavliš
- Parta
- Potporanj
- Ritiševo
- Sočica
- Straža
- Uljma
- Šušara

## Geschichte
Bereits aus römischer Zeit sind im Stadtzentrum Reste des Kastells Vršac bekannt. Nach dem Rückzug der Römer aus dem Karpatenbogen im Jahre 271 wurde das Gebiet um das heutige Vršac zu einem der Durchgangsgebiete von Nomaden, die in der ungarischen Tiefebene verschiedene aufeinanderfolgende Reiche errichteten. Während der Awarenzeit im 5. und 6. Jahrhundert siedelten sich Slawen an. Jahrhunderte später fiel Vršac an das Königreich Ungarn. Ob die Region im 9. Jahrhundert Teil des Bulgarischen Reiches war, ist umstritten.
Im 15. Jahrhundert errichtete König Sigismund auf dem Berg Vršac eine Burg zum Schutz gegen die anrückenden Osmanen. Die Burg bekam später der serbische Despot Đurađ Branković als Lehen. Um 1425 siedelten sich serbische Flüchtlinge am Fuß des Berges Vršac mit seiner Burg. Die Siedlung wurde Podvršac (Untervršac) genannt. Gegen Ende des 15. Jahrhunderts siedelten sich immer mehr serbische Flüchtlinge in der Gegend von Vršac an.
Während der osmanischen Belagerung von Sisak in Kroatien wagten die Serben im Banat 1594 unter Führung des orthodoxen Bischofs Theodor von Vršac (heute orthodoxer Schutzpatron der Stadt) und des Woiwoden Grdan einen Aufstand gegen die Osmanen. Als Sühnemaßnahme führten die Osmanen u. a. die sterblichen Überreste des serbischen Nationalheiligen Sava von Serbien vom Kloster Mileševa nach Belgrad und verbrannten den Leichnam. Die aufständischen Serben konnten infolgedessen weite Gebiete des Banats unter ihre Kontrolle bringen; der Aufstand weitete sich nach Metochien und bis in die Herzegowina aus. Um 1606 war der Aufstand von den Osmanen niedergeschlagen, der Bischof Theodor wurde beim lebendigen Leibe enthäutet. Die Bevölkerung floh überwiegend nach Siebenbürgen.
Nach dem zweiten Türkenkrieg bestand Vršac nur mehr aus 70 Häusern. Schon 1718 ließen sich die ersten Deutschen nieder. Neben Serbisch Werschetz wurden 1723 deutsche Weinbauern aus der Moselgegend in Deutsch Werschetz in drei Straßen angesiedelt. Im Jahre 1792 zählte der Ort 5212 Serben und Rumänen, 3145 Deutsche und 45 Juden; drei Jahre später (1795) erhob man den Ort zur Stadt. Im Jahr 1854 wurde die Deutsche Lehrerpräprandie eröffnet und nach zwanzig Jahren von den Ungarn geschlossen. Die Hauptbeschäftigung der hiesigen Bauern war stets der Weinbau. Im Jahre 1881 hatte die Stadt 22.329 Einwohner und war Sitz eines griechischen nichtunierten Bischofs.
Zur Wende zum 20. Jahrhundert zählte die aufstrebende Stadt 25.199 Einwohner, davon 13.387 Deutsche, 8112 Serben, 2635 Ungarn und 753 Rumänen. Durch die Teilung des Banats 1918 und deren Besieglung im Vertrag von Trianon wurde Vršac zu einer Grenzstadt und konnte sich nicht mehr recht wirtschaftlich entfalten, blieb aber z. B. für die Deutschen weiterhin das geistige und politische Zentrum im Banat.
Die Donauschwaben wurden 1945 infolge der AVNOJ-Beschlüsse vertrieben, wobei ein großer Teil in Arbeitslagern interniert wurde. Aufgrund des Einspruchs serbischer Bewohner wurde die Vertreibung der Donauschwaben in Vršac zunächst verhindert, einige Monate später aber doch durchgeführt. Ehemalige donauschwäbische Bewohner des Ortes haben ihre Erlebnisse der Vertreibung später in Deutschland bzw. Österreich veröffentlicht.
„Ende 1948 hatte der jugoslawische Staat den größten Teil der deutschen Kriegsgefangenen entlassen. Unter der Beschuldigung, sie hätten Kriegsverbrechen begangen, wurden jedoch rund 1000 Kriegsgefangene, vorwiegend Offiziere, zurückgehalten. Man faßte sie im Lager Werschetz zusammen, wo sie vernommen und vor Gericht gestellt wurden.“

### Die Verteidigung der Stadt durch Johann Jakob Hennemann
Während des Türkenkriegs von 1787–1792 war Werschetz Ende September 1788 nahezu menschenleer. In der allgemeinen Ungewissheit und Angst konnte Johann Jakob Hennemann nur 75 Männer zum Verbleiben überreden, nämlich 70 Deutsche und fünf Serben, während die Walachen (Rumänen) der Umgebung den Osmanen Kundschafterdienste leisteten. Unter der Vortäuschung, Werschetz sei von kaiserlichen Truppen besetzt, konnten die 40.000 osmanischen Soldaten durch Trommeln, Glockenläuten, Wachablösungen und rauchende Schornsteine vom 21. September bis 18. Oktober 1788 zum Abrücken bewegt werden.
Der Gemeinderat von Werschetz stellte ihm am 20. August 1791 wegen der Rettung der Stadt vor den Osmanen ein „Wohlverdienstes Zeugnis“ aus, das im „Nahmen der ganzen Deutsch Werschezer Gemeinde“ von 28 Bürgern unterschrieben wurde. Dasselbe taten die 28 Mitglieder des Werschetzer Raizischen (serbischen) Gemeinderates als Zeugnis der nationalen Eintracht in einer gemischtsprachigen Stadt. Die 75 Verteidiger wurden lebenslang von der Kopfsteuer befreit. Während der deutschen Besetzung im Zweiten Weltkrieg (1941–1944) war der Ort in Hennemannstadt umbenannt.

### Musikgeschichte der Stadt Vršac
In Werschetz gab es schon seit 1775 Konzerte. Der Kantorlehrer Johann Michael Watzelhan (* 23. Februar 1741 in Werschetz; † 6. September 1805 ebenda) war auch ein bedeutender Komponist: er vertonte die Sieben Worte Christi am Kreuze, ein Werk das noch um die Mitte des 19. Jahrhunderts alljährlich am Karfreitag in der Pfarrkirche von Werschetz aufgeführt wurde.
1861 wurde in Werschetz ein Männergesangsverein und eine städtische Musikschule gegründet. Jeder Knabe konnte hier unentgeltlich im Geigen- oder Flötenspiel unterrichtet werden. Als Lehrer wurde der ehemalige Kapellmeister des serbisch-banater Grenzregiments, Wenzel Josef Hajek, beauftragt. 1920 wurde diese Musikschule aufgelöst.
In Werschetz gab es auch Instrumentenbauer: um 1870 wirkte der Geigenbauer Veit Horvath und Johann Moravetz als Drehorgelbauer. Um die gleiche Zeit gründete F. J. Wettel einen Musikverlag, in dem 94 Werke erschienen sind. In Temeswar gab Wettel noch 228 Musikwerke heraus. 1882 und 1883 erschien in Temeswar die in Werschetz gedruckte Banater Musik- und Sängerzeitung.

## Einwohnerentwicklung
Ausgewählte Einwohnerzahlen (nach Volkszählungen):
- 1788:     75
- 1792:  8.402, davon 5212 Serben und Rumänen, 3145 Deutsche und 45 Juden
- 1881: 22.329
- 1891: 21.859
- 1901: 25.199, davon 13 387 Deutsche, 8112 Serben, 2635 Ungarn und 753 Rumänen.
- 1911: 26.370, davon 13.556 Deutsche, 8602 Serben und 3890 Ungarn.
- 1921: 27.011
- 1931: 29.411, davon 13.121 Deutsche
- 1948: 23,038
- 1981: 37.513
- 1991: 36.885
- 2002: 36.623
- 2011: 35.701[8]

## Kultur und Sehenswürdigkeiten
Die Stadt ist Sitz des serbisch-orthodoxen Bistums für das Banat sowie eines rumänisch-orthodoxen Bistums, das für ganz Serbien zuständig ist. Die römisch-katholische Kirche des Hl. Gerhard ist heute die größte römisch-katholische Kirche Serbiens und war die zweitgrößte im ehemaligen Jugoslawien.
Das Haus, indem Tito 1944 residierte, wurde zu einem Gedenkmuseum umgebaut.
Weitere Sehenswürdigkeiten sind:
- die Festung von Vršac mit einem Turm aus dem 15. Jahrhundert auf dem Berg oberhalb der Stadt
- das serbisch-orthodoxe Kloster Mesić zur Hl. Muttergottes aus dem 16. Jahrhundert
- die römisch-katholische Bergkapelle zum Heiligen Kreuz (1720)
- die römisch-katholische Kapelle zum Heiligen Rochus (1739)
- das serbisch-orthodoxer Bischofspalais im Barockstil (1759)
- die serbisch-orthodoxe Stadtpfarrkirche Mariae Entschlafung (1763)
- die serbisch-orthodoxe Domkirche zum Hl. Nikolaj (1783–1785)
- die serbisch-orthodoxe Friedhofskapelle zu Allen Heiligen (1837)
- die römisch-katholische Stadtpfarrkirche zum Heiligen Gerhard im neugotischen Stil (1860–1863)
- der gut erhaltene historische Stadtkern aus dem 18. und 19. Jahrhundert
- das Rathaus (Magistrat) im schottischen Landhausstil (18. Jahrhundert)
- der Stadtpark im Stil eines englischen Landschaftsgartens (19. Jahrhundert)
- die rumänisch-orthodoxe Stadtpfarrkirche zum Heiligen Erlöser (19. Jahrhundert)
- die serbisch-orthodoxe Bergkapelle zum Heiligen Theodor (2003)
- das Stadtmuseum mit einer reichhaltigen archäologischen Sammlung

## Sport
Die Stadt besitzt eine Arena, das Sport-, Wirtschafts- und Kulturzentrum „Millennium“, das 3600 Zuschauern Platz bietet. Hier befindet sich auch die Heimspielstätte des Basketballvereins KK Hemofarm, der in der überregionalen ABA-Liga spielt.

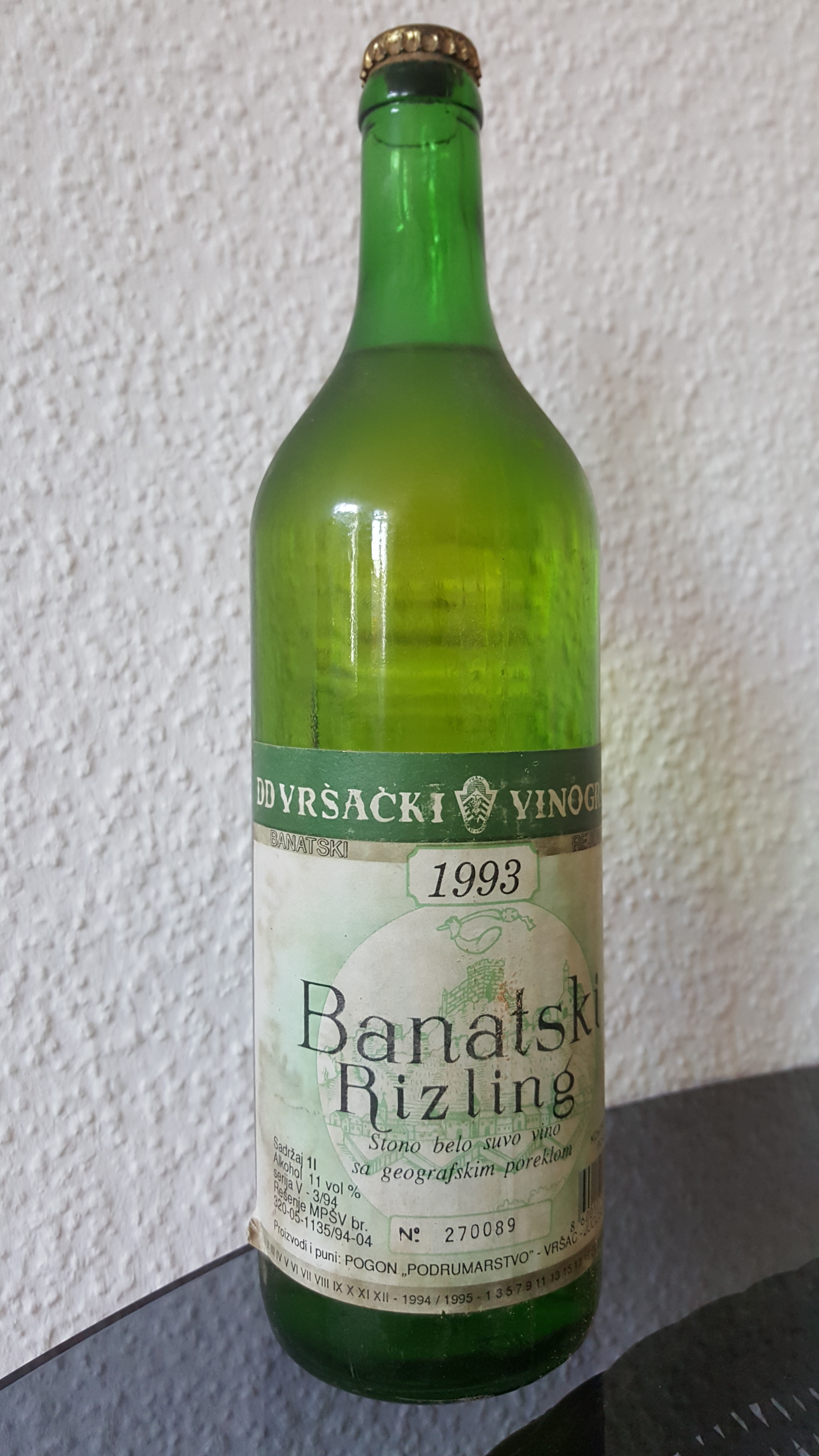
„Banatski Rizling“, Weißwein aus Vršac, Flasche des Jahrgangs 1993

## Wirtschaft und Infrastruktur
Wichtigster Arbeitgeber in Vršac ist der Arzneimittelhersteller Hemofarm A.D. Es handelt sich dabei um das größte pharmazeutische Unternehmen Serbiens, das sich seit 2006 im Besitz der deutschen Stada Arzneimittel befindet. In der Stadt gibt es auch die international bekannte Akademie für Flugzeugpiloten. Der Flughafen wurde 2002 für regionale Flüge wiedereröffnet.
Vršac liegt in einem Weinbaugebiet. Unter den zahlreichen Qualitätsweinen heben sich der Welschriesling und Riesling besonders hervor. Der hiesige Weinkeller ist einer der drei größten Weinkellereien in Europa.
Vršac ist Grenzbahnhof zu Rumänien. Grenzüberschreitender Personenverkehr nach Rumänien findet laut Fahrplan 2020/21 jedoch nicht statt. Es verkehrt sechsmal täglich ein Regionalzug zwischen Vršac und Belgrad.
Wichtige Straßenverbindungen bestehen in Richtung Zrenjanin, Pančevo und Bela Crkva sowie ins rumänische Timișoara (Temeswar).

## Partnerstädte
Vršac unterhält folgende Städtepartnerschaften:
| Stadt           | Land                 | seit |
| --------------- | -------------------- | ---- |
| Banská Bystrica | Slowakei             | 2004 |
| Kriva Palanka   | Nordmazedonien       |      |
| Lugoj           | Banat, Rumänien      | 2005 |
| Novo mesto      | Dolenjska, Slowenien |      |

## Persönlichkeiten

### Hier geboren
- Marie von Augustin (1810–1886), österreichische Schriftstellerin
- Leopold Magenbauer (1834–1901), donauschwäbischer Komponist, Chorleiter und Lehrer
- Károly Grecsák (1854–1924), Politiker, Jurist und Justizminister
- Franz Julius Wettel (1854–1938), donauschwäbischer Historiker
- Jaša Tomić (1856–1922), serbischer Politiker
- Felix Milleker (1858–1942), donauschwäbischer Heimatforscher
- Paja Jovanović (1859–1957), serbischer Maler
- Markus Hajek (1861–1941), österreichischer Arzt
- Ferenc Herczeg (1863–1954), ungarischer Schriftsteller
- Reinhold Heegn (1875–1925), donauschwäbischer Politiker
- Döme Sztójay (1883–1946), ungarischer Politiker, Militär und Kriegsverbrecher
- Dragiša Brašovan (1887–1965), jugoslawischer Architekt
- Boris Kostić (1887–1963), jugoslawischer Schachgroßmeister
- Philipp Schwartz (1894–1977), österreichisch-ungarischer Pathologe und Hochschullehrer
- Imre Reiner (1900–1987), ungarisch-schweizerischer Maler
- Jenő Vincze (1908–1988), ungarischer Fußballspieler und Trainer
- Vilma Lehrmann-Amschler (1910–1989), Bildhauerin
- Josef Sieber (1920–2011), deutscher Gartenbauwissenschaftler, Hochschullehrer
- Robert Rohr (1922–2008), deutscher Musiker und Schriftsteller
- Nikita Iljitsch Tolstoi (1923–1996), serbisch-russischer Linguist, Slawist und Hochschullehrer
- Robert Hammerstiel (1933–2020), österreichischer Maler, Grafiker und Holzschneider
- Judita Cofman (1936–2001), ungarische Mathematikerin und Hochschullehrerin
- Goran Rebić (* 1968), österreichischer Filmregisseur
- Dragana Zarić (* 1977), Tennisspielerin
- Stevica Ristić (* 1982), serbisch-mazedonischer Fußballspieler
- Dragan Mrđa (* 1984), serbischer Fußballspieler
- Bojan Šaranov (* 1987), serbischer Fußballspieler
- Damir Fejzić (* 1994), serbischer Taekwondoin

### Hier gelebt
- Friedrich Bach (1817–1865), österreichischer Dichter und Mediziner
- Vasko Popa (1922–1991), jugoslawischer Dichter

## Galerie

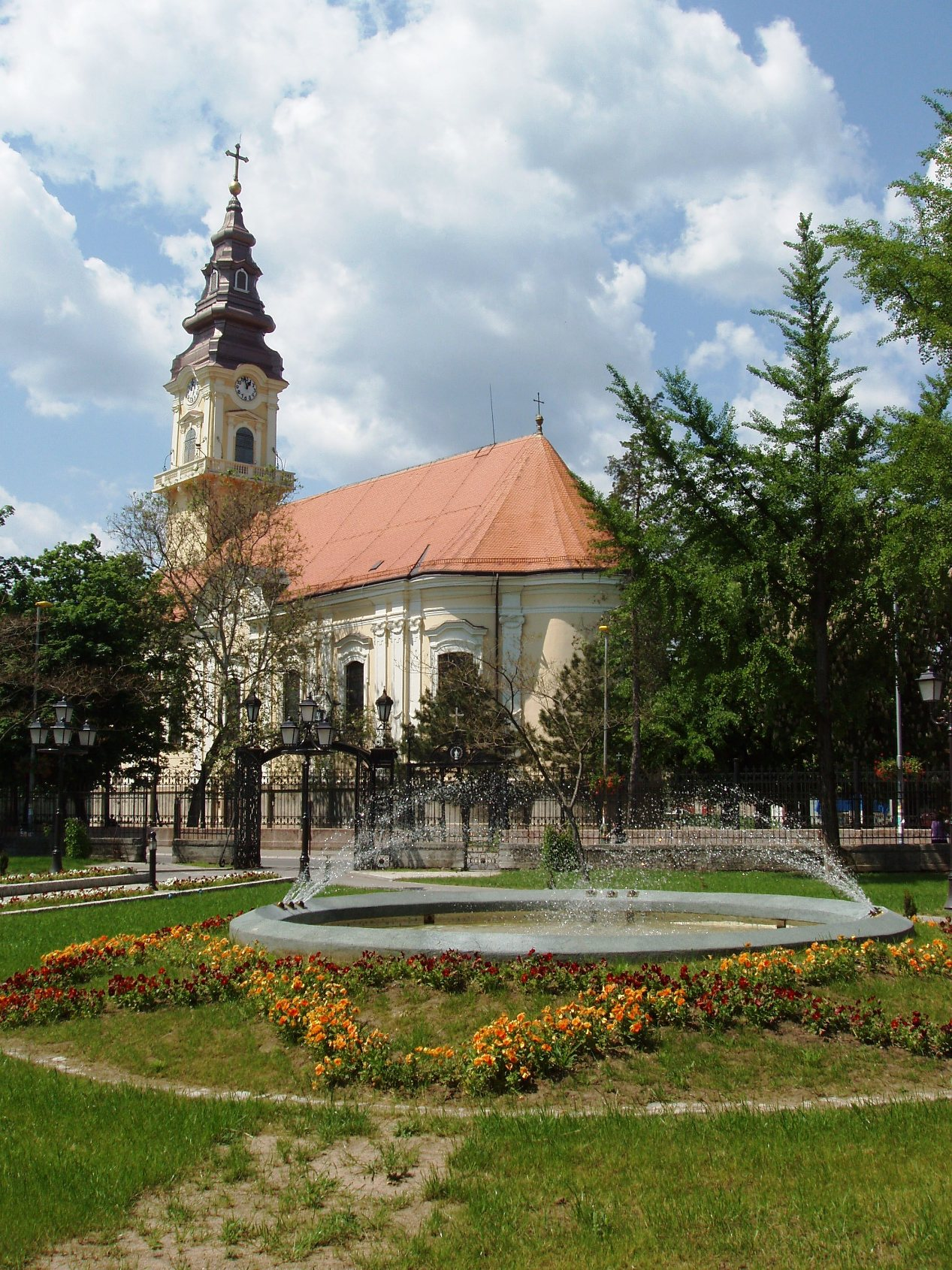
Die serbisch-orthodoxe Kathedrale Hl. Nikolaj in Vršac
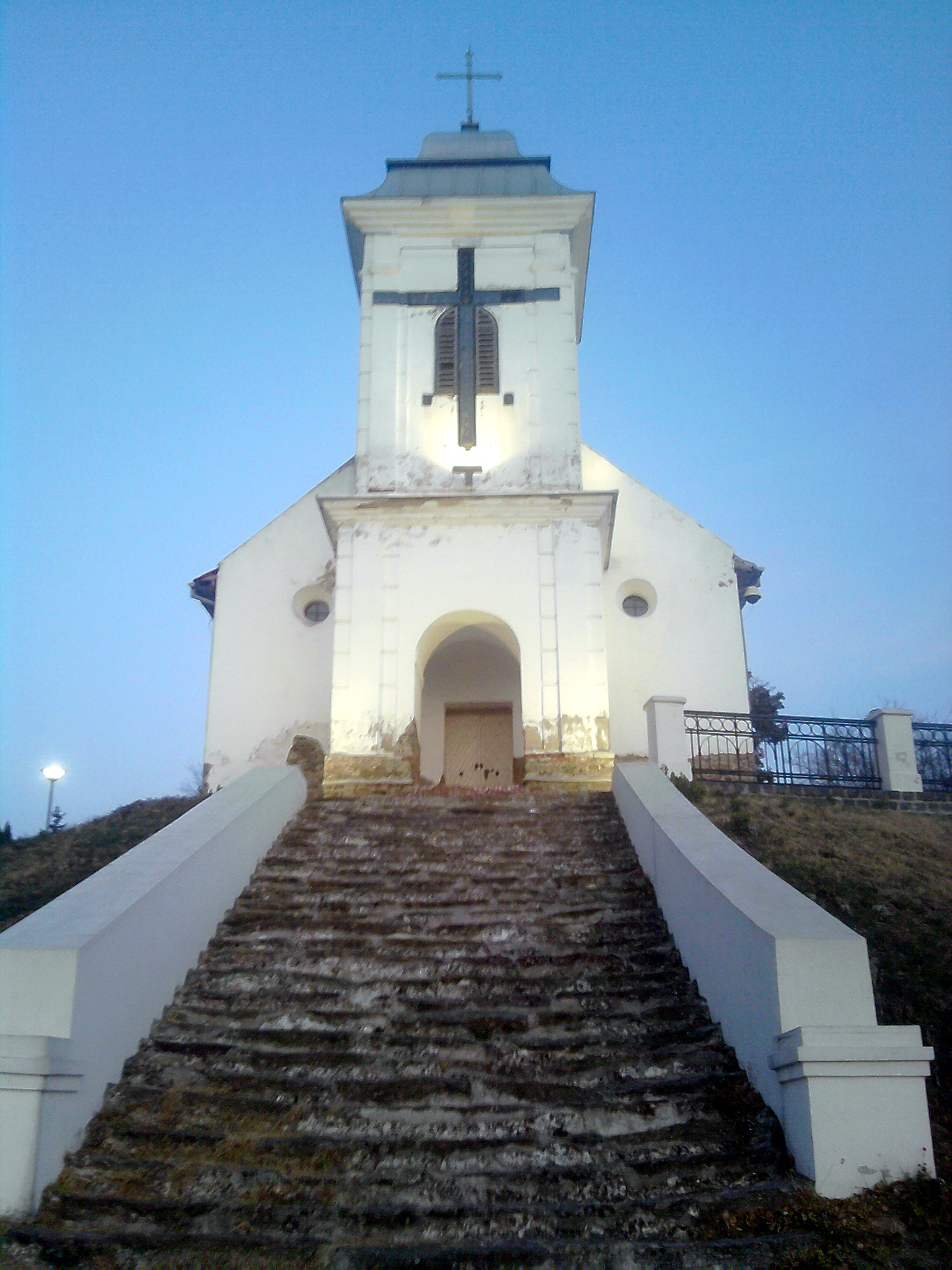
Die römisch-katholische Bergkapelle der Kreuzerhöhung
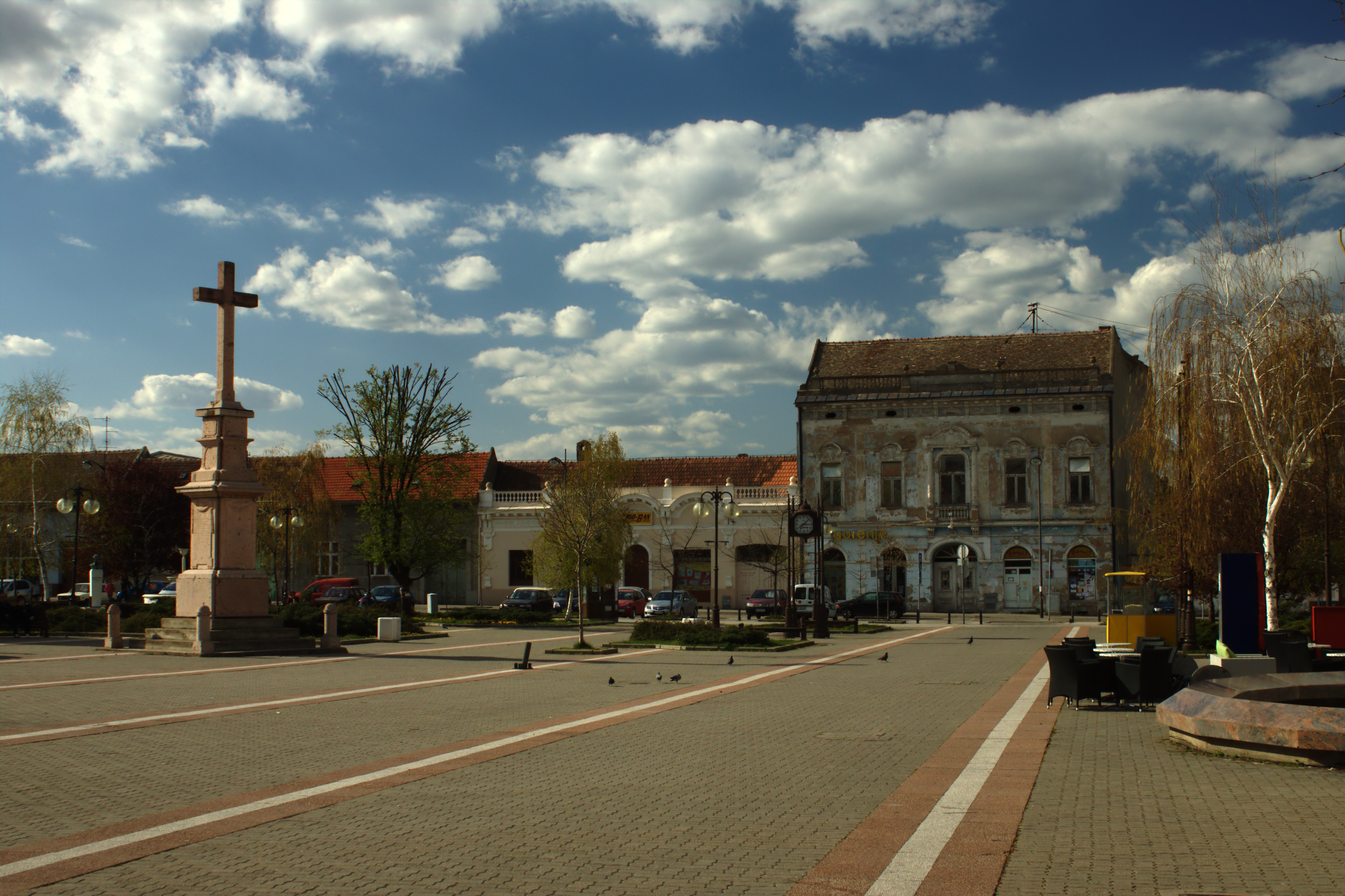
Stadtzentrum
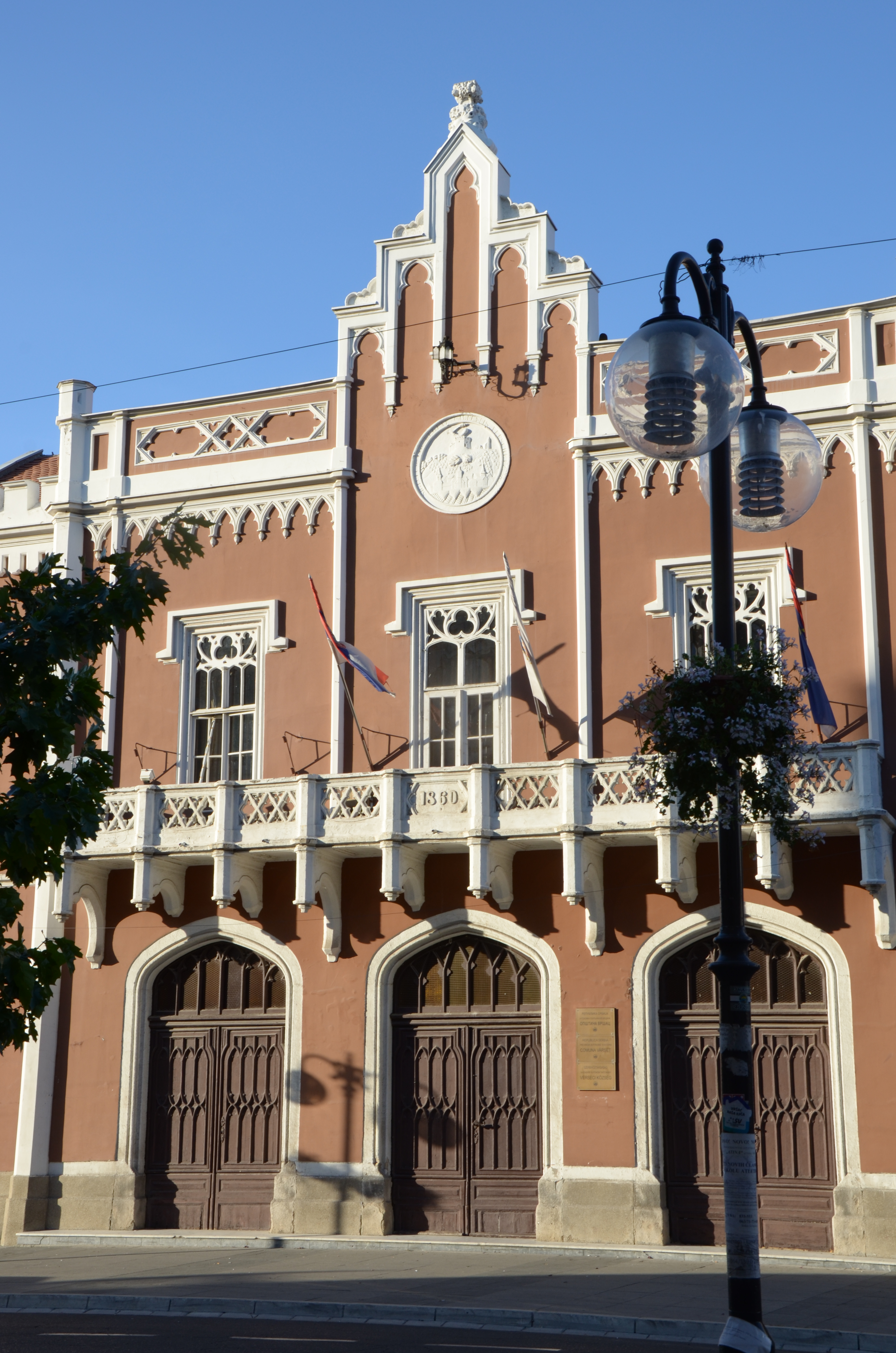
Rathaus von Vršac
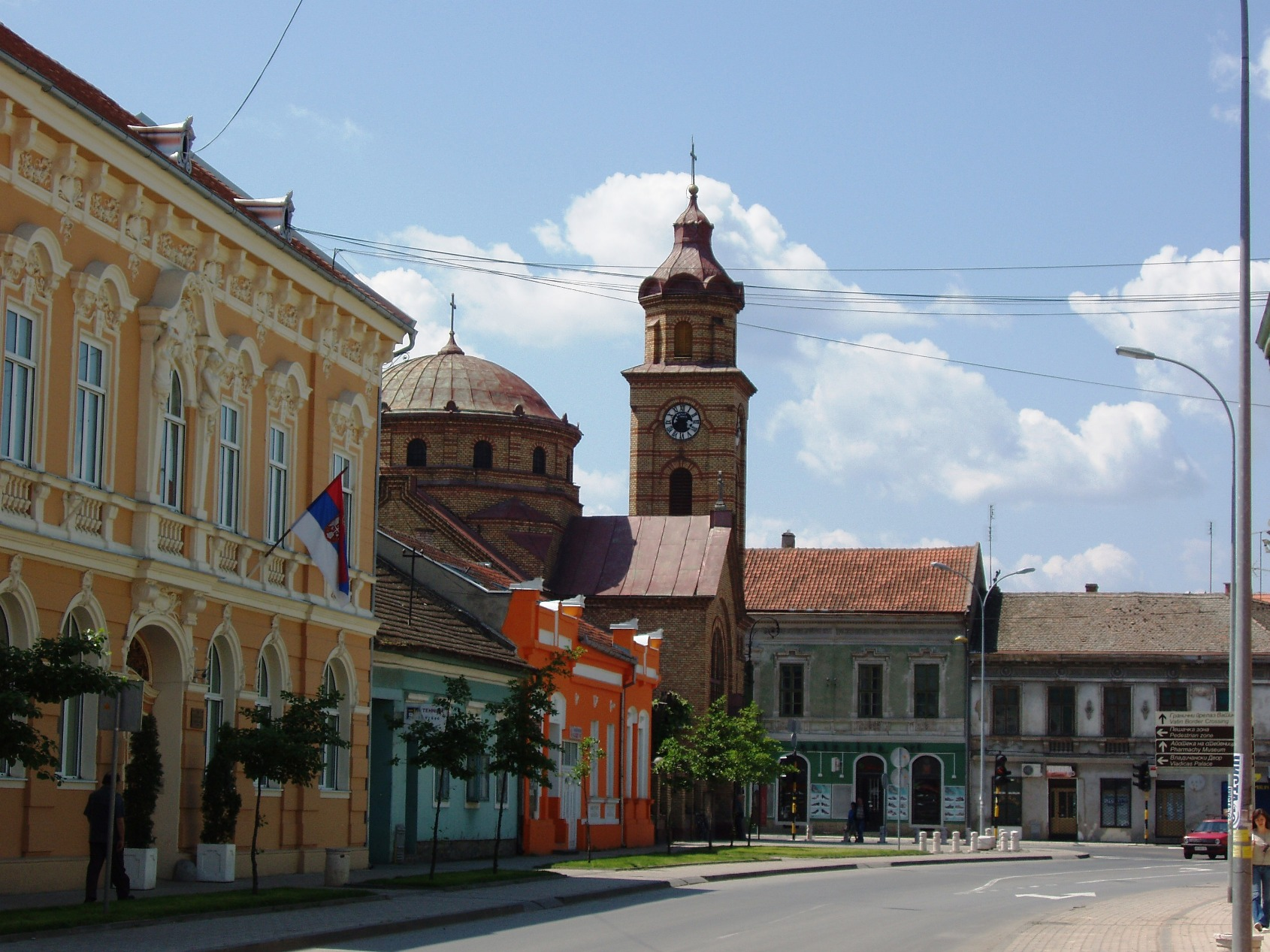
Die rumänisch-orthodoxe Erlöserkirche
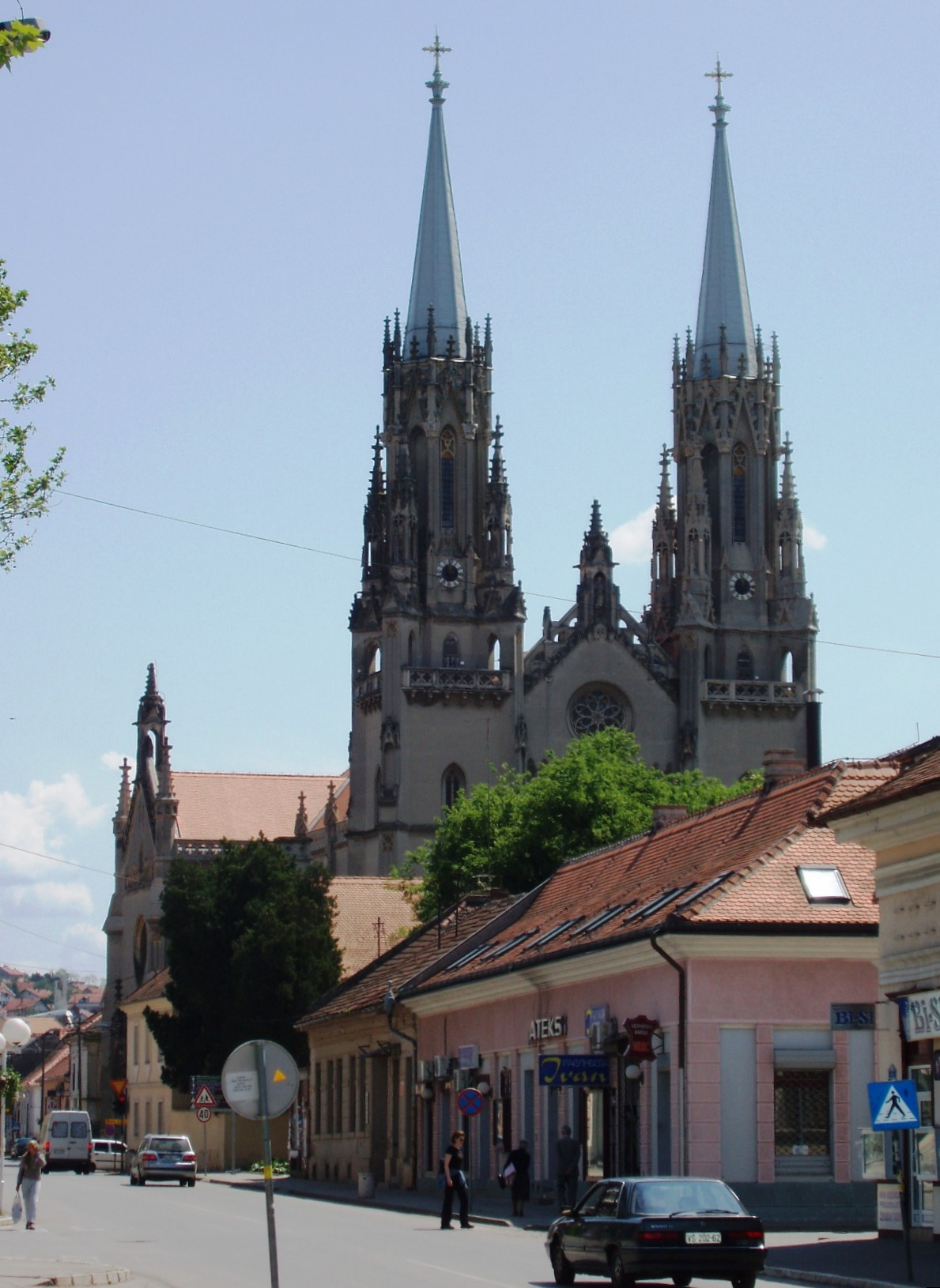
Die römisch-katholische Kathedrale des Heiligen Gerhard im Stadtzentrum
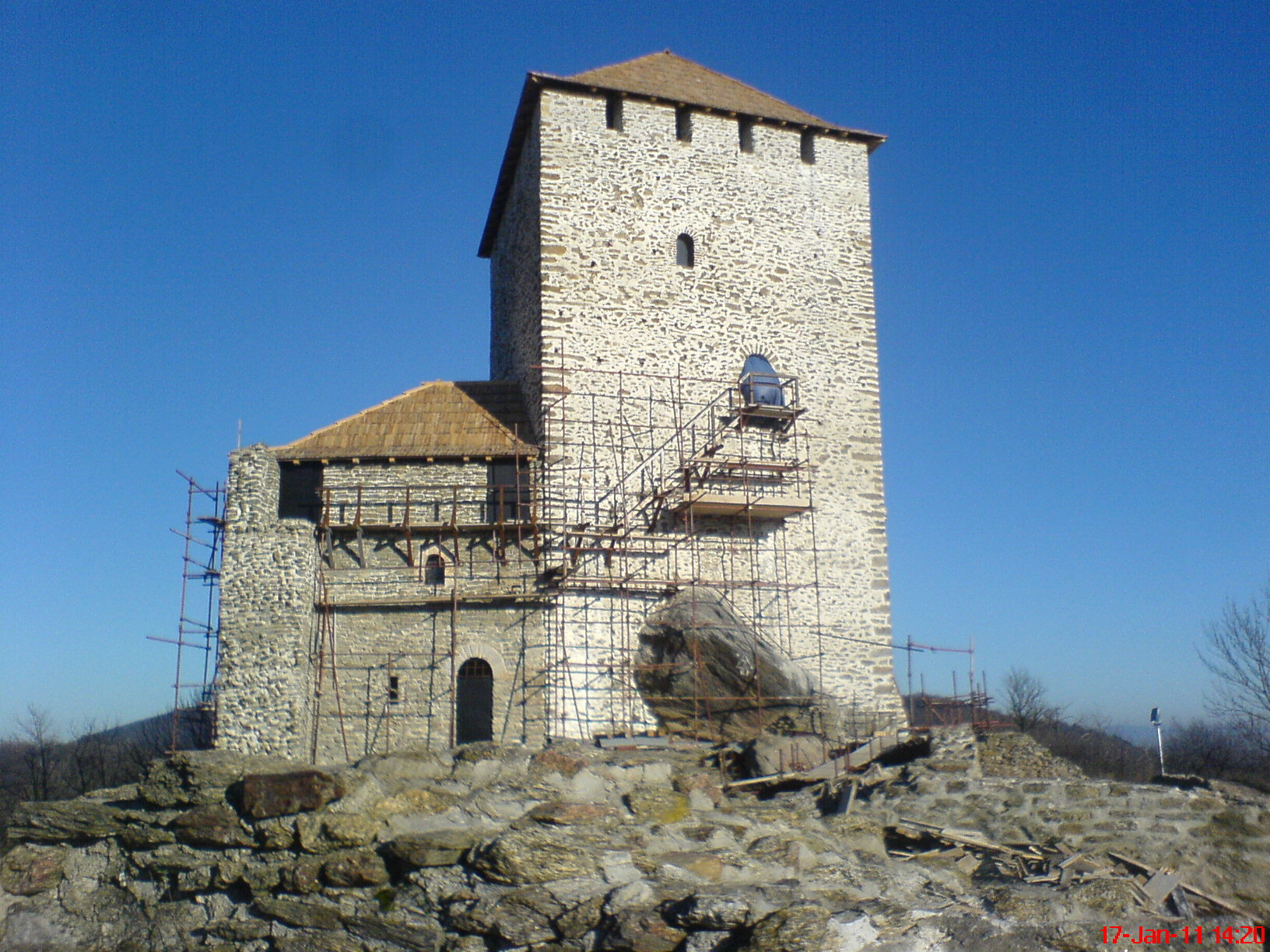
Rekonstruktionsarbeiten an der Festung von Vršac
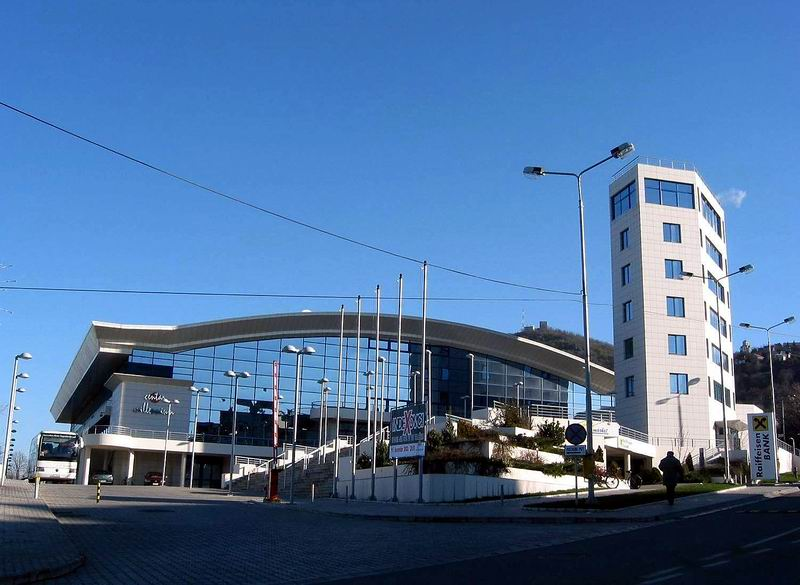
Die neue Arena Millennium im Stadtzentrum
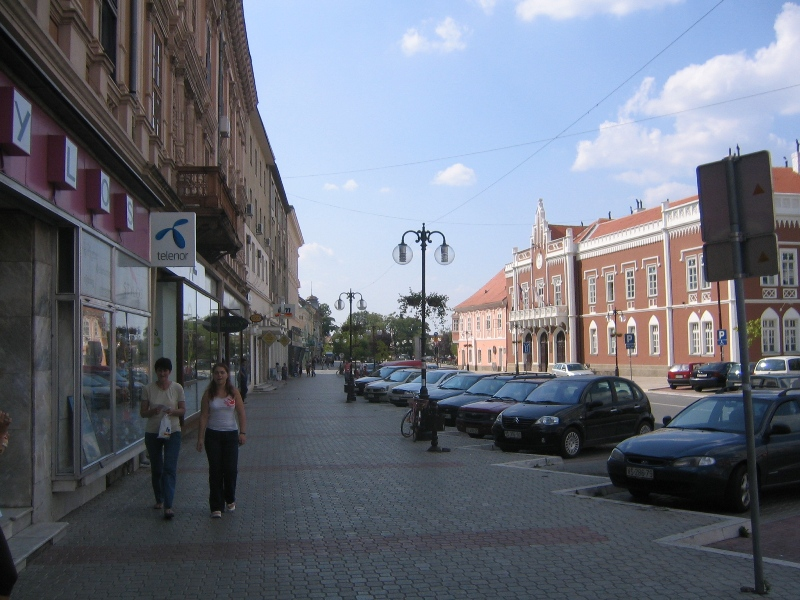
Straße in der Altstadt
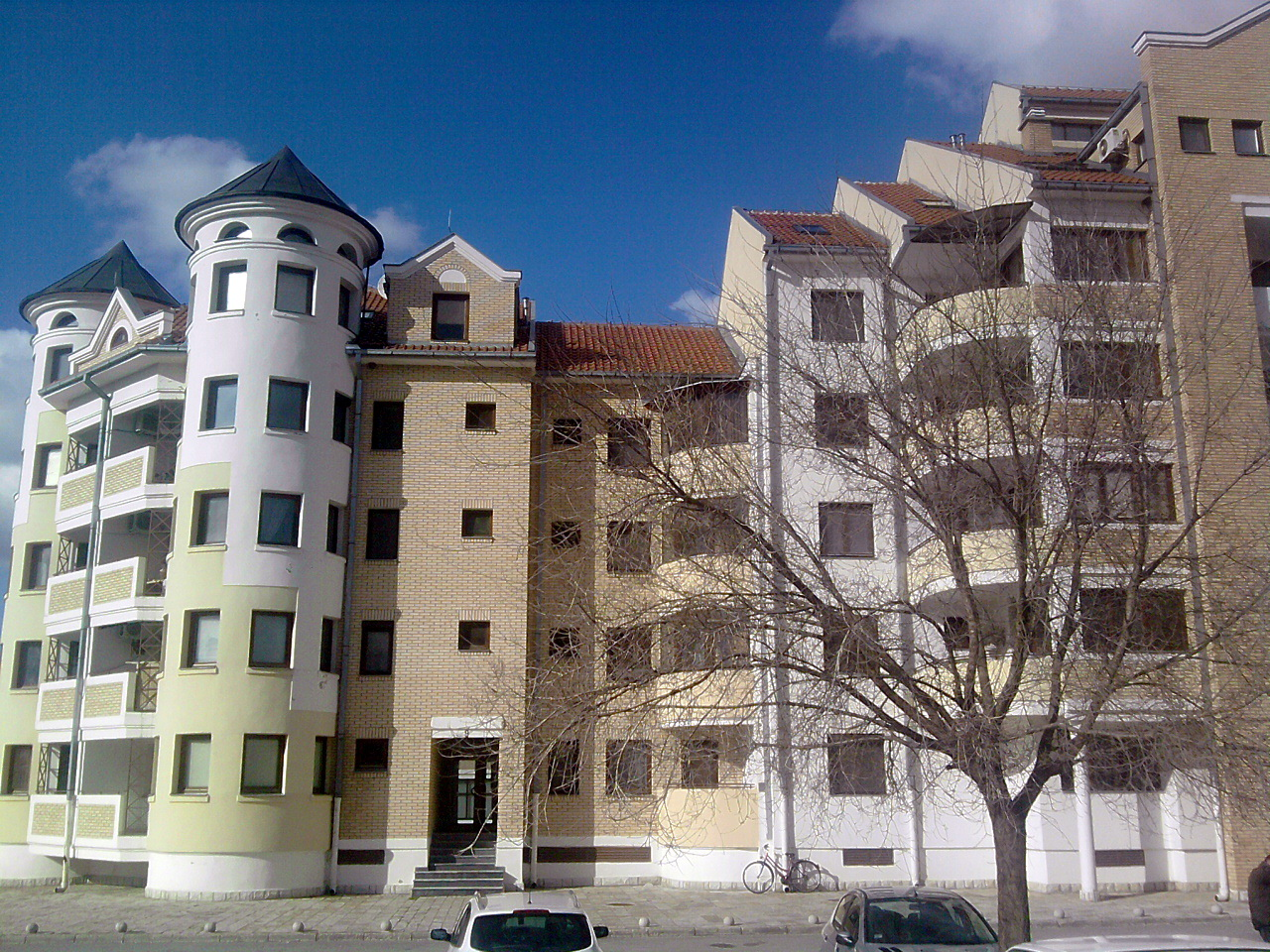
Häuser in der Neubausiedlung Hemograd
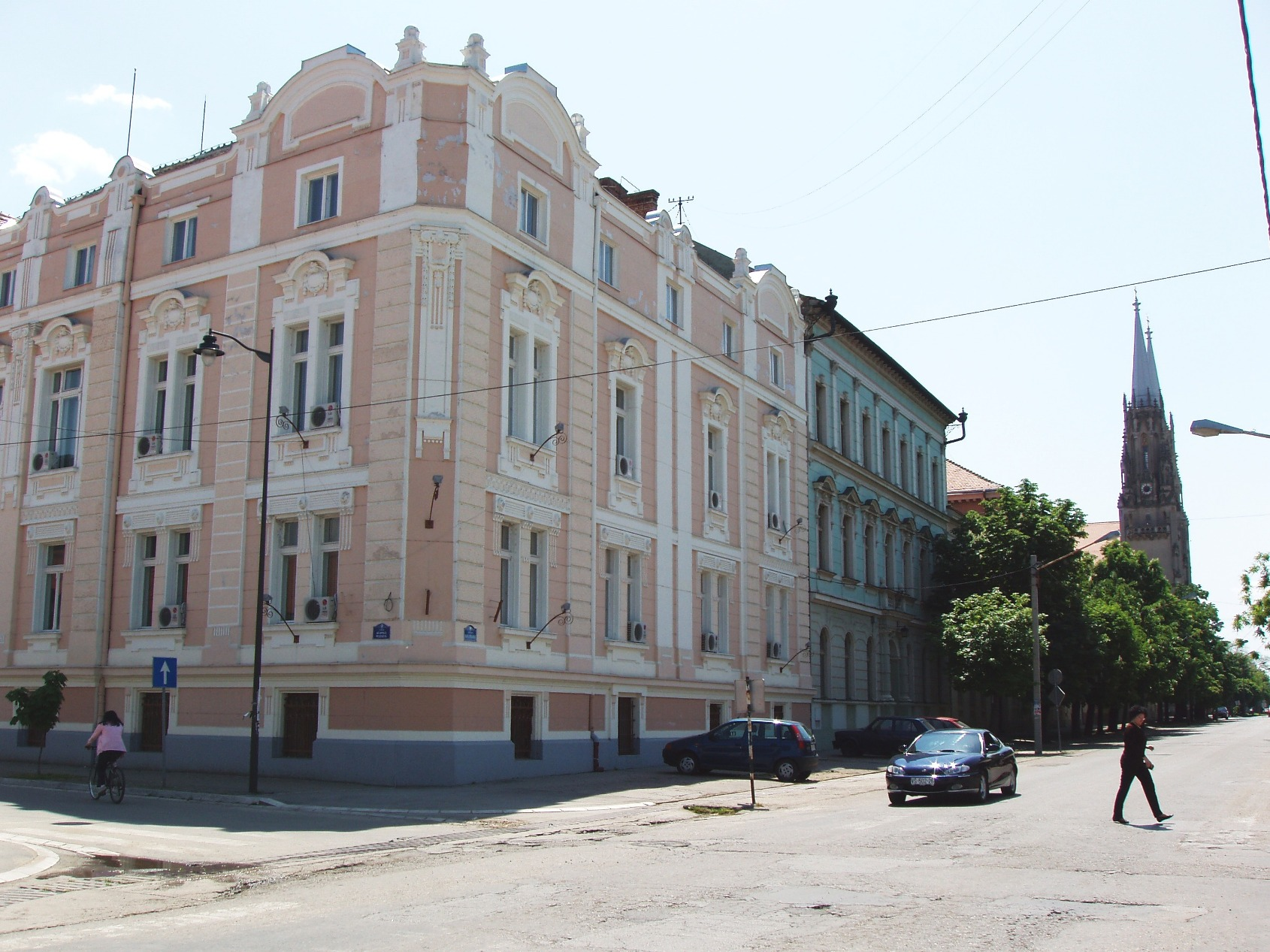
Gebäude der Nationalbank
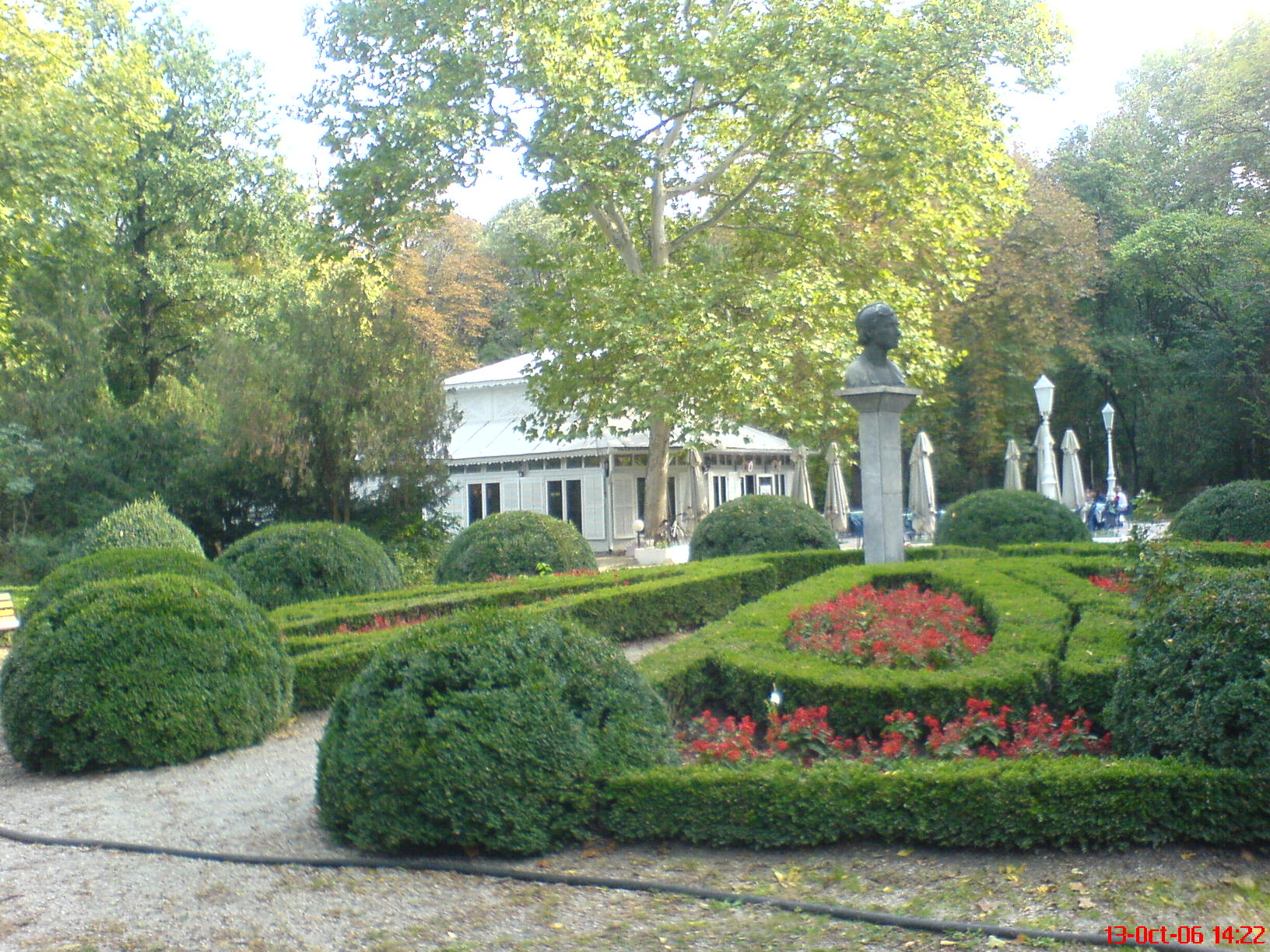
Stadtpark von Vršac